# Vallant-Saint-Georges
Vallant-Saint-Georges település Franciaországban, Aube megyében. Lakosainak száma 417 fő (2022. január 1.). Vallant-Saint-Georges Droupt-Saint-Basle, Droupt-Sainte-Marie, Méry-sur-Seine, Mesgrigny, Orvilliers-Saint-Julien és Saint-Mesmin községekkel határos.

## Népesség
A település népessége az elmúlt években az alábbi módon változott:
| Lakosok száma | 418  | 407  | 378  | 376  | 381  | 376  | 384  | 400  | 402  | 417  |
|               | 1968 | 1982 | 1990 | 2006 | 2013 | 2015 | 2017 | 2019 | 2020 | 2022 |